# Kvadratická funkce
Kvadratická funkce je taková funkce, jejíž funkční předpis je polynomem druhého stupně. Například funkce {\displaystyle y=-2x^{2}+5x+{1 \over 2}} je kvadratická. Ryze kvadratická funkce je pak funkce bez lineárního členu x, například {\displaystyle y=3x^{2}-10}.

## Definice
Funkce f je kvadratická, pokud ji lze vyjádřit ve tvaru {\displaystyle f(x)=a\cdot x^{2}+b\cdot x+c}, kde a, b i c jsou konstanty a {\displaystyle a\neq 0}.
Definiční obor kvadratické funkce je {\displaystyle (-\infty ,\infty )}.

## Vlastnosti

Graf kvadratické funkce y = x^{2}

- grafem kvadratické funkce je parabola
- kvadratická funkce má v každém bodě derivaci
  - příklad: funkce {\displaystyle f(x)=5x^{2}+3x-6} má derivaci {\displaystyle f'(x)=10x+3}
- primitivní funkce ke kvadratické funkci je funkce kubická
  - příklad: {\displaystyle \int 5x^{2}+3x-6\,dx={5 \over 3}x^{3}+{3 \over 2}x^{2}-6x+C}